# IC 846
IC 846 ist eine kompakte Galaxie vom Hubble-Typ S0 im Sternbild Coma Berenices am Nordsternhimmel. Sie ist schätzungsweise 453 Millionen Lichtjahre von der Milchstraße entfernt und hat einen Durchmesser von etwa 150.000 Lichtjahren.
Im selben Himmelsareal befinden sich u. a. die Galaxien IC 4137, IC 4154, IC 4160, IC 4172.
Das Objekt wurde am 16. Januar 1892 vom französischen Astronomen Stephane Javelle  entdeckt.